# Margueron
Margueron est une commune du Sud-Ouest de la France, située dans le département de la Gironde (région Nouvelle-Aquitaine).
Ses habitants sont appelés les Margueronnais.

## Géographie

### Localisation
La commune de Margueron se situe aux confins est du département de la Gironde en limite des départements de la Dordogne et de Lot-et-Garonne, à 77 km à l'est de Bordeaux, chef-lieu du département, à 49 km à l'est-sud-est de Libourne, chef-lieu d'arrondissement et à 9,5 km au sud de Sainte-Foy-la-Grande, chef-lieu de canton.

### Communes limitrophes
Les communes limitrophes en sont Ligueux au nord, Monestier (Dordogne) au nord-est, Loubès-Bernac (Lot-et-Garonne) au sud-est, Villeneuve-de-Duras (Lot-et-Garonne) au sud, Riocaud à l'ouest-sud-ouest, Les Lèves-et-Thoumeyragues à l'ouest et La Roquille au nord-ouest.
| La Roquille                | Ligueux                              | Monestier (Dordogne)           |
| Les Lèves-et-Thoumeyragues | Margueron                            |                                |
| Riocaud                    | Villeneuve-de-Duras (Lot-et-Garonne) | Loubès-Bernac (Lot-et-Garonne) |

### Climat
Pour des articles plus généraux, voir Climat de la Nouvelle-Aquitaine et Climat de la Gironde.
Historiquement, la commune est exposée à un climat océanique aquitain.  
En 2020, Météo-France publie une typologie des climats de la France métropolitaine dans laquelle la commune est exposée à un climat océanique et est dans la région climatique  Aquitaine, Gascogne, caractérisée par une pluviométrie abondante au printemps, modérée en automne, un faible ensoleillement au printemps, un été chaud (19,5 °C), des vents faibles, des brouillards fréquents en automne et en hiver et des orages fréquents en été (15 à 20 jours).
Pour la période 1971-2000, la température annuelle moyenne est de 12,8 °C, avec une amplitude thermique annuelle de 15,3 °C. Le cumul annuel moyen de précipitations est de 831 mm, avec 11,5 jours de précipitations en janvier et 6,7 jours en juillet. Pour la période 1991-2020, la température moyenne annuelle observée sur la station météorologique la plus proche, située sur la commune de Talence à 28 km à vol d'oiseau, est de 14,3 °C et le cumul annuel moyen de précipitations est de 884,0 mm,. Pour l'avenir, les paramètres climatiques de la commune estimés pour 2050 selon différents scénarios d’émission de gaz à effet de serre sont consultables sur un site dédié publié par Météo-France en novembre 2022.

## Urbanisme

### Typologie
Au 1er janvier 2024, Margueron est catégorisée commune rurale à habitat dispersé, selon la nouvelle grille communale de densité à sept niveaux définie par l'Insee en 2022.
Elle est située hors unité urbaine et hors attraction des villes,.

### Occupation des sols

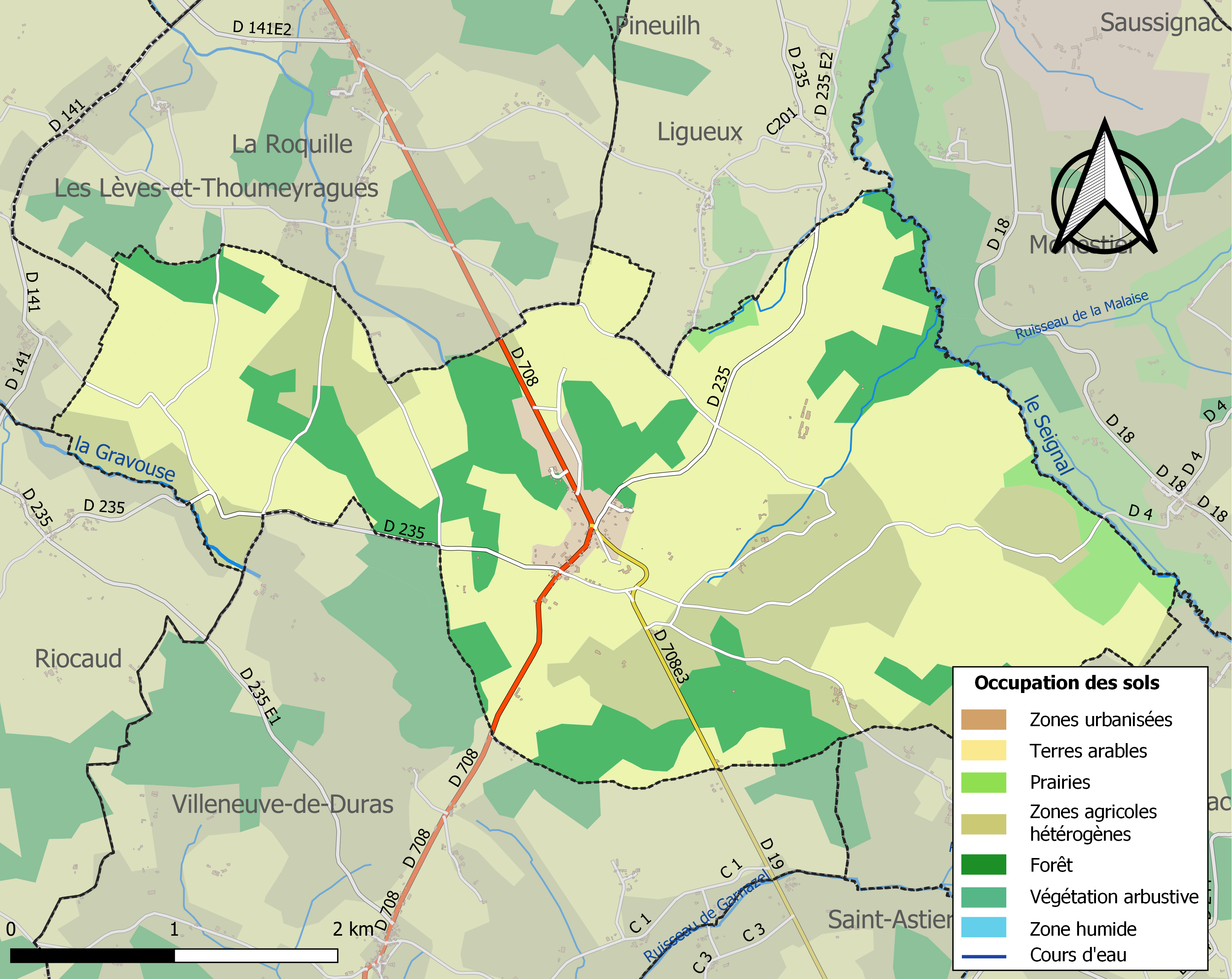
Carte des infrastructures et de l'occupation des sols de la commune en 2018 (CLC).

L'occupation des sols de la commune, telle qu'elle ressort de la base de données européenne d’occupation biophysique des sols Corine Land Cover (CLC), est marquée par l'importance des territoires agricoles (77,9 % en 2018), en diminution par rapport à 1990 (80,2 %). La répartition détaillée en 2018 est la suivante :
cultures permanentes (41,4 %), forêts (19,8 %), zones agricoles hétérogènes (19,7 %), terres arables (14,1 %), prairies (2,7 %), zones urbanisées (2,2 %). L'évolution de l’occupation des sols de la commune et de ses infrastructures peut être observée sur les différentes représentations cartographiques du territoire : la carte de Cassini (XVIIIe siècle), la carte d'état-major (1820-1866) et les cartes ou photos aériennes de l'IGN pour la période actuelle (1950 à aujourd'hui).

### Voies de communication et transports
La principale voie de communication routière de la commune est la route départementale D708 qui relie Sainte-Foy-la-Grande au nord-nord-ouest à Duras (Lot-et-Garonne) au sud-sud-ouest.
L'autoroute la plus proche est l'autoroute A89 (Bordeaux-Lyon) dont l'accès  12 Montpon est distant de 29 km par la route vers le nord-nord-ouest.
L'accès à l'autoroute A62 (Bordeaux-Toulouse) le plus proche est celui de  4 La Réole distant de 44 km par la route vers le sud-sud-ouest.
La gare SNCF la plus proche est celle, distante de 9,5 km par la route vers le nord-nord-ouest, de Sainte-Foy-la-Grande sur la ligne Libourne-Sarlat du TER Nouvelle-Aquitaine.

### Risques majeurs
Le territoire de la commune de Margueron est vulnérable à différents aléas naturels : météorologiques (tempête, orage, neige, grand froid, canicule ou sécheresse), inondations, mouvements de terrains et séisme (sismicité très faible). Un site publié par le BRGM permet d'évaluer simplement et rapidement les risques d'un bien localisé soit par son adresse soit par le numéro de sa parcelle.
La commune a été reconnue en état de catastrophe naturelle au titre des dommages causés par les inondations et coulées de boue survenues en 1982, 1993, 1999 et 2009,.
Les mouvements de terrains susceptibles de se produire sur la commune sont des tassements différentiels.

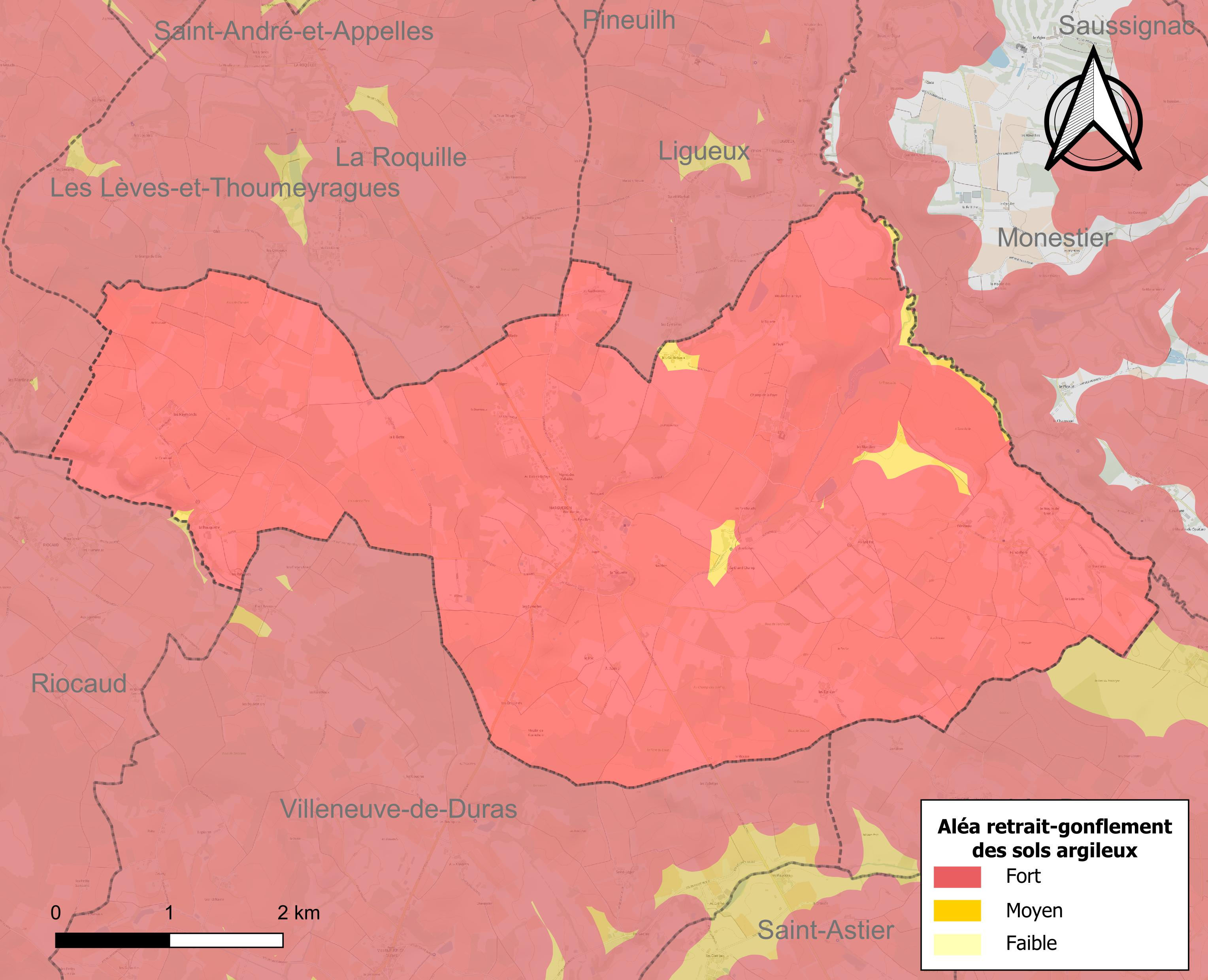
Carte des zones d'aléa retrait-gonflement des sols argileux de Margueron.

Le retrait-gonflement des sols argileux est susceptible d'engendrer des dommages importants aux bâtiments en cas d’alternance de périodes de sécheresse et de pluie. La totalité de la commune est en aléa moyen ou fort (67,4 % au niveau départemental et 48,5 % au niveau national). Sur les 213 bâtiments dénombrés sur la commune en 2019, 213 sont en aléa moyen ou fort, soit 100 %, à comparer aux 84 % au niveau départemental et 54 % au niveau national. Une cartographie de l'exposition du territoire national au retrait gonflement des sols argileux est disponible sur le site du BRGM,.
Par ailleurs, afin de mieux appréhender le risque d’affaissement de terrain, l'inventaire national des cavités souterraines permet de localiser celles situées sur la commune.
Concernant les mouvements de terrains, la commune a été reconnue en état de catastrophe naturelle au titre des dommages causés par la sécheresse en 1989, 1991, 1995, 2005 et 2017 et par des mouvements de terrain en 1999.

## Politique et administration
| Période                                  | Période                      | Identité        | Étiquette | Qualité      |
| ---------------------------------------- | ---------------------------- | --------------- | --------- | ------------ |
| Les données manquantes sont à compléter. |                              |                 |           |              |
|                                          |                              |                 |           |              |
| juin 1965                                | mars 1989                    | Michel Larroque | RPR-UMP   | Sylviculteur |
| avril 1989                               | juillet 2020                 | Jean Allégret   | UMP       | Retraité     |
| juillet 2020                             | En cours (au 4 juillet 2020) | Patrick Festal  | SE        | Paysan       |

## Démographie
L'évolution du nombre d'habitants est connue à travers les recensements de la population effectués dans la commune depuis 1793. Pour les communes de moins de 10 000 habitants, une enquête de recensement portant sur toute la population est réalisée tous les cinq ans, les populations de référence des années intermédiaires étant quant à elles estimées par interpolation ou extrapolation. Pour la commune, le premier recensement exhaustif entrant dans le cadre du nouveau dispositif a été réalisé en 2007.

En 2022, la commune comptait 373 habitants, en évolution de −1,84 % par rapport à 2016 (Gironde : +6,91 %, France hors Mayotte : +2,11 %).
| 1793 | 1800 | 1806 | 1821 | 1831 | 1836 | 1841 | 1846 | 1851 |
| ---- | ---- | ---- | ---- | ---- | ---- | ---- | ---- | ---- |
| 500  | 580  | 550  | 537  | 502  | 524  | 497  | 499  | 493  |

| 1856 | 1861 | 1866 | 1872 | 1876 | 1881 | 1886 | 1891 | 1896 |
| ---- | ---- | ---- | ---- | ---- | ---- | ---- | ---- | ---- |
| 462  | 480  | 523  | 455  | 458  | 437  | 400  | 354  | 407  |

| 1901 | 1906 | 1911 | 1921 | 1926 | 1931 | 1936 | 1946 | 1954 |
| ---- | ---- | ---- | ---- | ---- | ---- | ---- | ---- | ---- |
| 404  | 401  | 420  | 400  | 402  | 407  | 395  | 401  | 363  |

| 1962 | 1968 | 1975 | 1982 | 1990 | 1999 | 2006 | 2007 | 2012 |
| ---- | ---- | ---- | ---- | ---- | ---- | ---- | ---- | ---- |
| 385  | 361  | 360  | 397  | 380  | 398  | 404  | 405  | 353  |

| 2017 | 2022 | - | - | - | - | - | - | - |
| ---- | ---- | - | - | - | - | - | - | - |
| 397  | 373  | - | - | - | - | - | - | - |

## Lieux et monuments

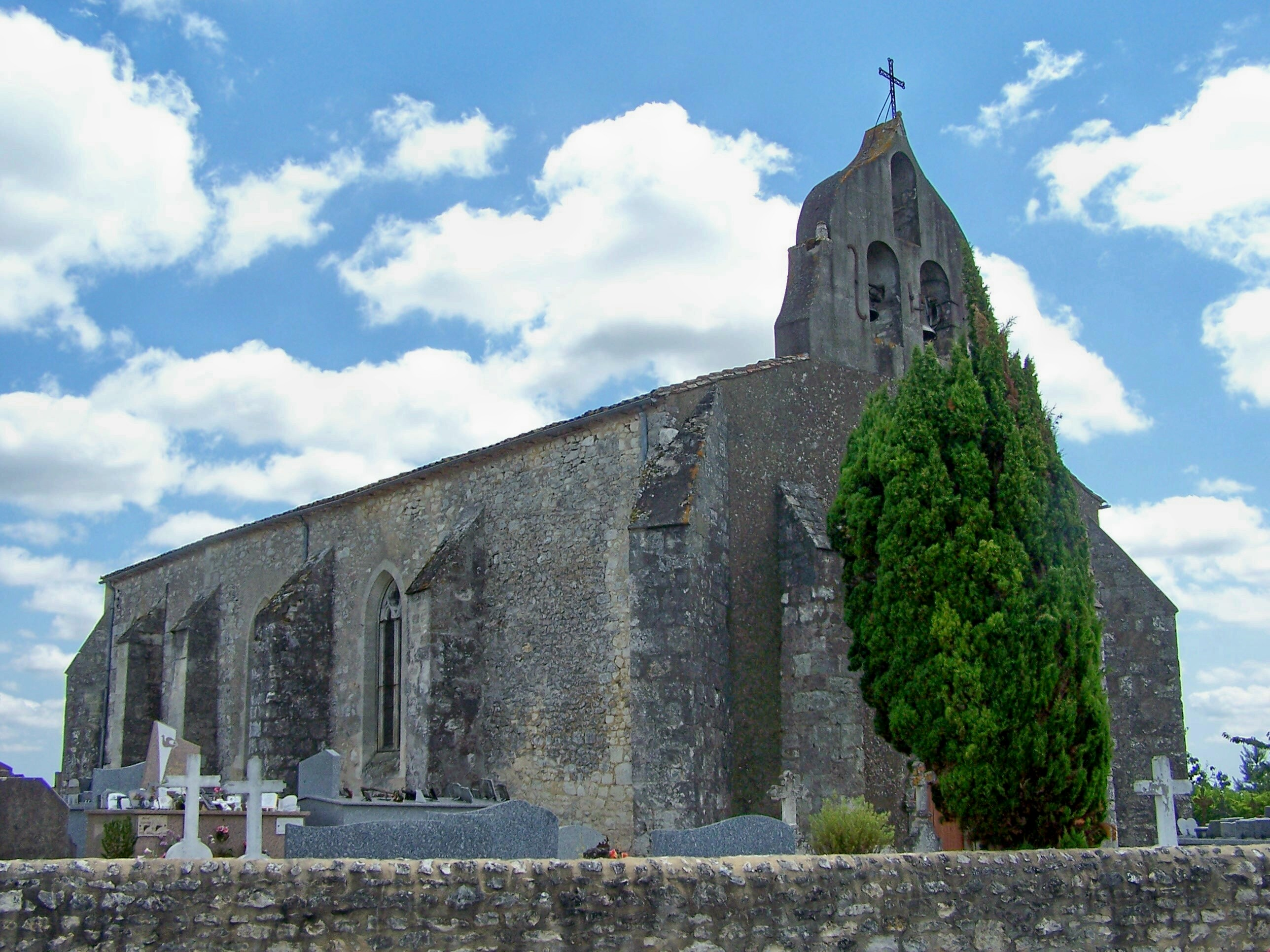
L'église Saint-Martin (juil. 2009)

- L'église Saint-Martin du XVIe siècle est inscrite par les Monuments historiques depuis 1925[26].
L'église, construite vers la fin du gothique, démembrée du diocèse d'Agen, a particulièrement souffert des rudes guerres de religion dans ce pays foyen. C'est ainsi qu'en 1680, seul un tiers de l'édifice primitif est utilisé pour le service divin. En 1692, Jacques Andraut, curé de Sainte-Foy et prieur de Margueron, en entreprend la reconstruction. En 1698, un procès-verbal de visite décrit une église rebâtie « tout à neuf sur les anciens fondements »[27].
- Le monument aux morts, situé près de l'église Saint-Martin, surmonté de la statue du Poilu au repos, réalisée par Étienne Camus.

## Galerie

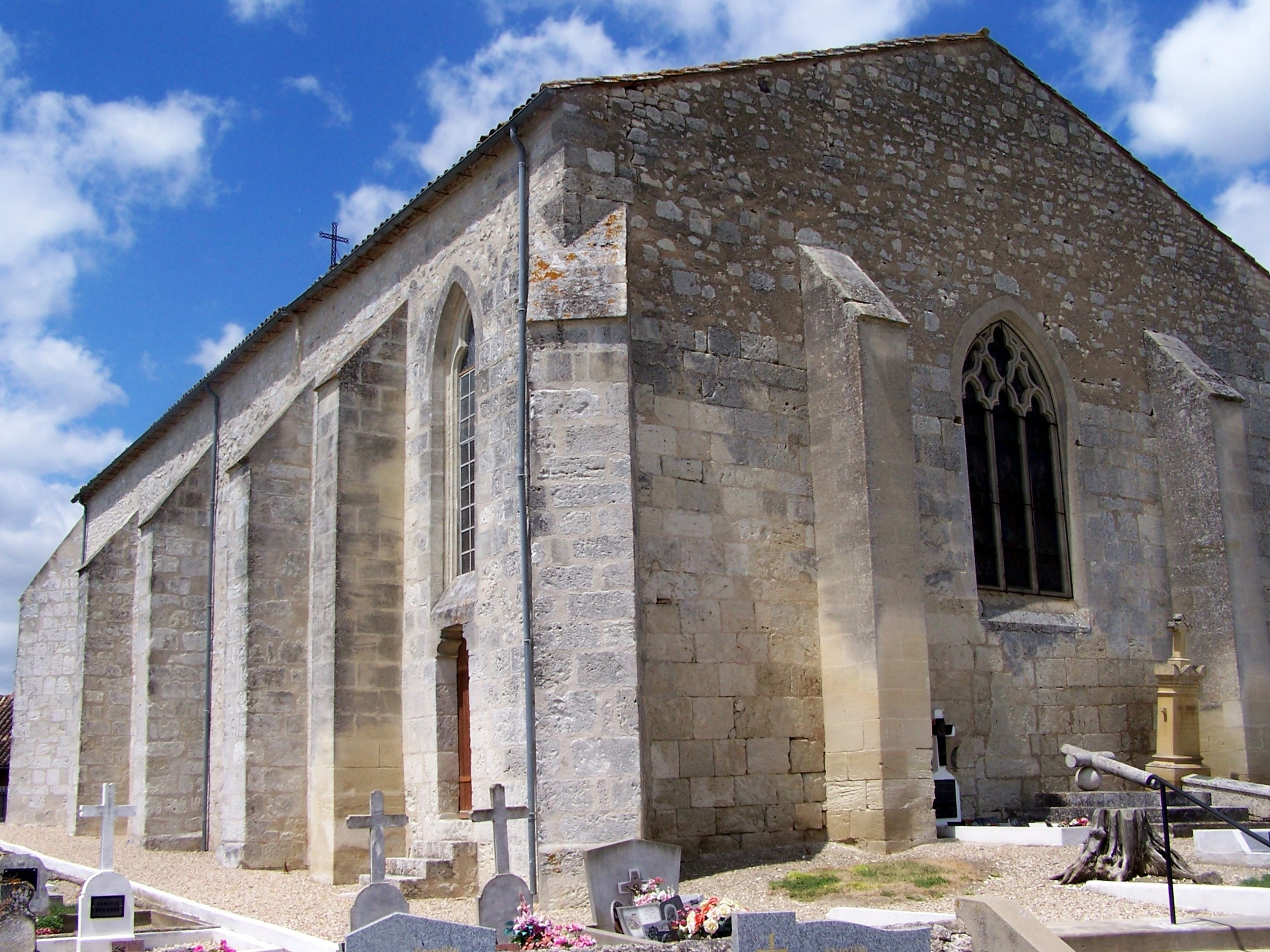
Chevet de l'église Saint-Martin (juil. 2009)
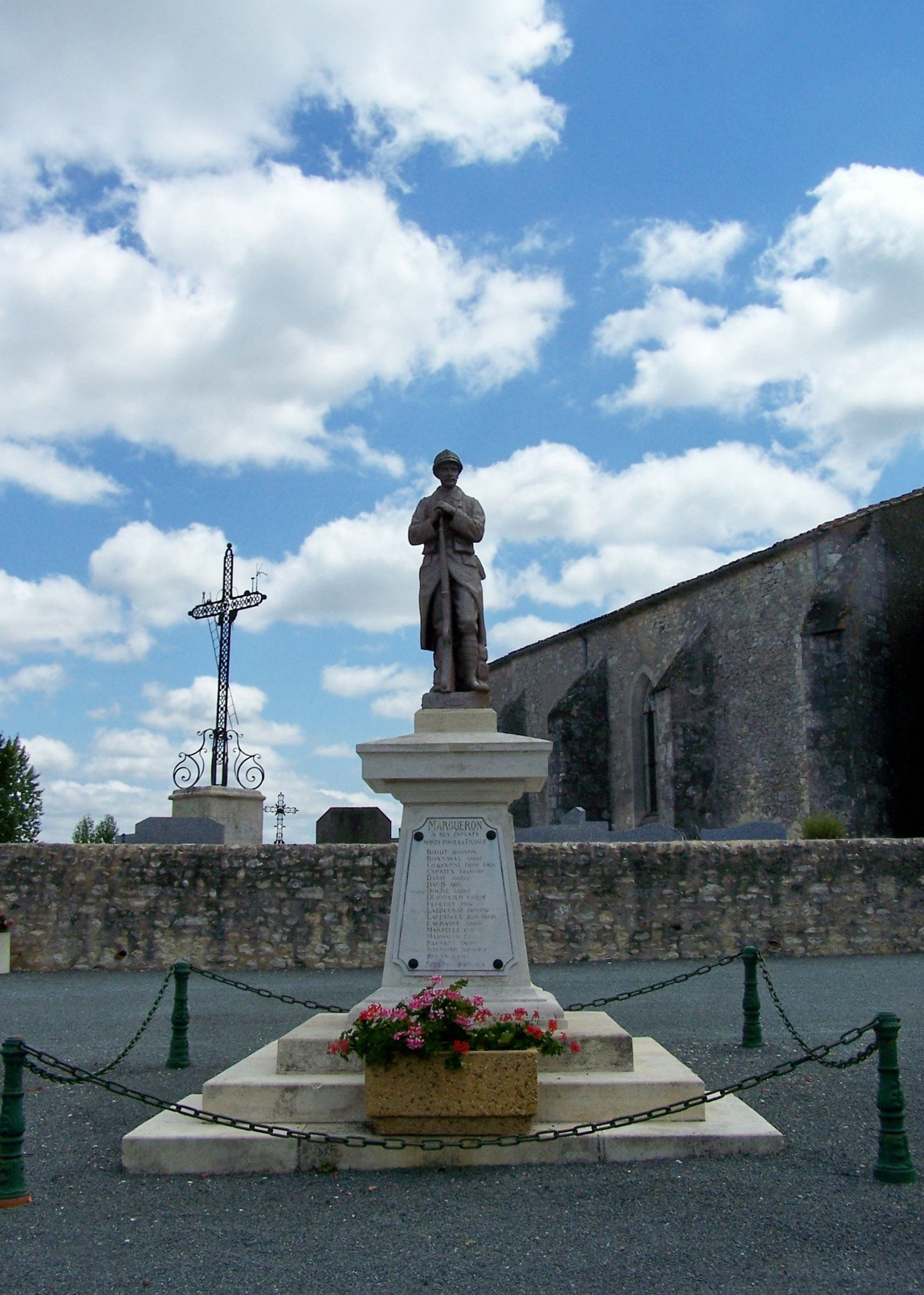
Le monument aux morts près de l'église (juil. 2009)